# Sebaot
Sebaot (hebreiska: צבאות (Tzevaot), "arméer"; "härskaror") är i Gamla Testamentet ett namn på Gud (Herren). Uttrycket Herren Sebaot betyder "härskarornas Herre" (jfr. 2 Sam. 5:10) och syftar antagligen på skaran av änglar som enligt judisk och kristen uppfattning omger Gud. Symboliskt kan det också syfta på stjärnorna på himlen, och att Gud är herre över denna oräkneliga skara. Utifrån perspektivet att Gamla testamentet till stor del är en uppteckning över judarnas tidiga historia kan man även anta att man skrev det man avsåg, d v s att med ”Herren Sebaot” avses Herrens arméer.